# G-A-Y

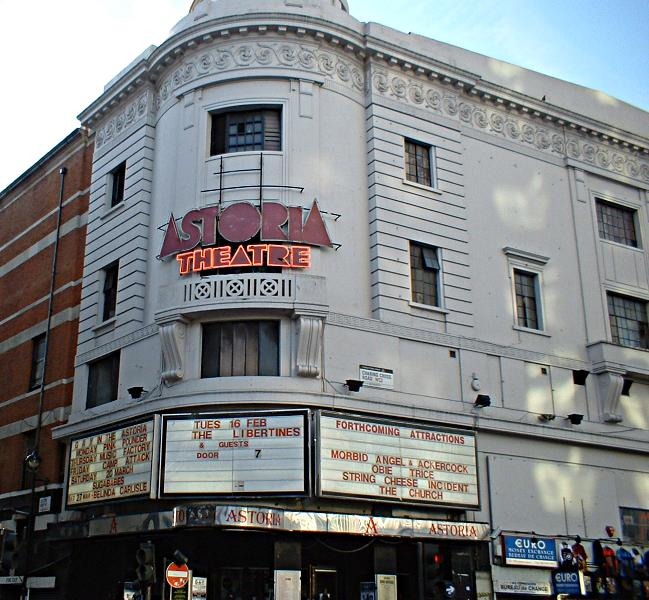
London Astoria do 31. prosince 2007 sídlo G-A-Y

G-A-Y je známý londýnský gay klub na Charing Cross. G-A-Y je spojen s G-A-Y Bar a G-A-Y Late, které byly taktéž vlastněny společností Mean Fiddler Holdings Limited v Soho.